# 天理三輪講
天理三輪講（てんりさんりんこう）はほんみち信者の勝ヒサノが1933年（昭和8年）にほんみちより独立して興した宗教団体。
人間甘露台、甘露台世界の建設を説いていたが、教義が国体変革を意図するものとされ、1939年（昭和14年）に勝ヒサノはじめ13名が検挙、うち9名が起訴された。
しかし、1941年（昭和16年）に勝ヒサノは病死、教団は治安維持法と不敬罪による結社禁止命令を受け解散した。勝ヒサノの死後、この教義を引き継いだ教団が米谷玉水仙の神一条教である。